# Kościół św. Marii Magdaleny w Pszczewie
Kościół pw. św. Marii Magdaleny w Pszczewie – rzymskokatolicki kościół parafialny w Pszczewie, w gminie Pszczew, w powiecie międzyrzeckim, w województwie lubuskim. Należy do dekanatu Pszczew. Mieści się przy ulicy Sikorskiego.

## Historia
Został wybudowany w latach 1632–1654 w stylu późnorenesansowym na miejscu świątyni spalonej przez Szwedów w 1631 roku. Konsekrowany w 1657 roku przez biskupa Floriana Czartoryskiego. Przebudowany w latach 1781–1784. Rozbudowany w latach 1894–1896 o dwa nowe szczyty: nad zakrystią i od strony zachodniej oraz wielką kruchtę przy zachodnim ramieniu transeptu, która jest drugim wejściem do świątyni. Zakrystia została wyposażona w wejście od strony północno-wschodniej oraz duże otwory okienne (zakończone półkoliście) na pierwszej kondygnacji. Kaplica św. Krzyża otrzymała duże okna ujęte w pilastry. Zostało również zmienione wnętrze kościoła: został przebudowany i powiększony chór i zostały zakupione nowe organy. Wieża budowli jest kwadratowa u podstawy, powyżej ośmioboczna. W 1898 roku został umieszczony na niej nowy zegar. 

## Wyposażenie

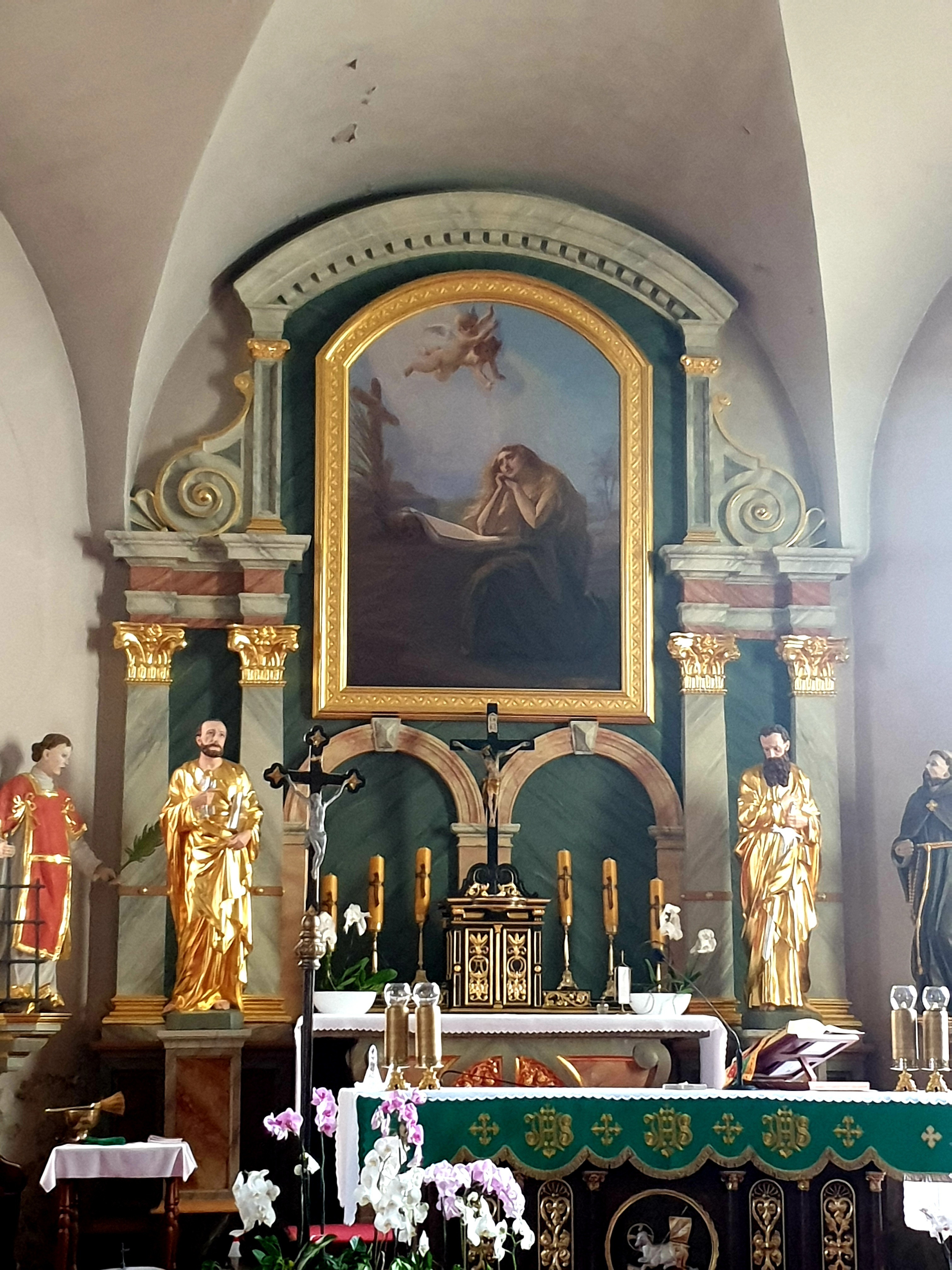
Ołtarz główny w kościele Marii Magdaleny

Do wyposażenia świątyni należy m.in. barokowy obraz z około 1630 roku przedstawiający Wniebowzięcie Najświętszej Maryi Panny oraz tablica upamiętniająca ofiary I wojny światowej.